# Tara (budismo)
Tara (del sánscrito: तारा tārā, «salvadora», «protectora»; en tibetano: སྒྲོལ་མ, Dölma) también conocida como Jetsün Dölma, es una deidad femenina del budismo vajrayāna donde está asociada con la práctica del budismo tántrico en la forma en que ha sido preservado en el budismo tibetano.
Tara es la «madre de la liberación» y representa las virtudes del éxito en el trabajo y en las hazañas. Tara es una deidad tántrica cuya práctica es usada por los practicantes de la rama tibetana del vajrayāna para desarrollar ciertas cualidades interiores y comprender lo exterior, lo interior y enseñanzas secretas sobre la compasión (Metta) y el vacío (Shuniata). Tara no aparece en la rama japonesa del budismo vajrayāna, el Budismo Shingon.
Tara es en realidad un nombre genérico para una serie de budas o bodhisattvas de aspecto similar. Pueden ser comprendidas como diferentes aspectos de una misma cualidad, del modo en que los bodhisattvas son a menudo considerados como la metáfora de una virtud budista.
El mantra principal de Tara es oṃ tāre tuttāre ture svāhā (en sánscrito) u oṃ tāre tu tāre ture soha (en pali, como lo pronuncian tibetanos y budistas que siguen las tradiciones tibetanas).

## Formas principales

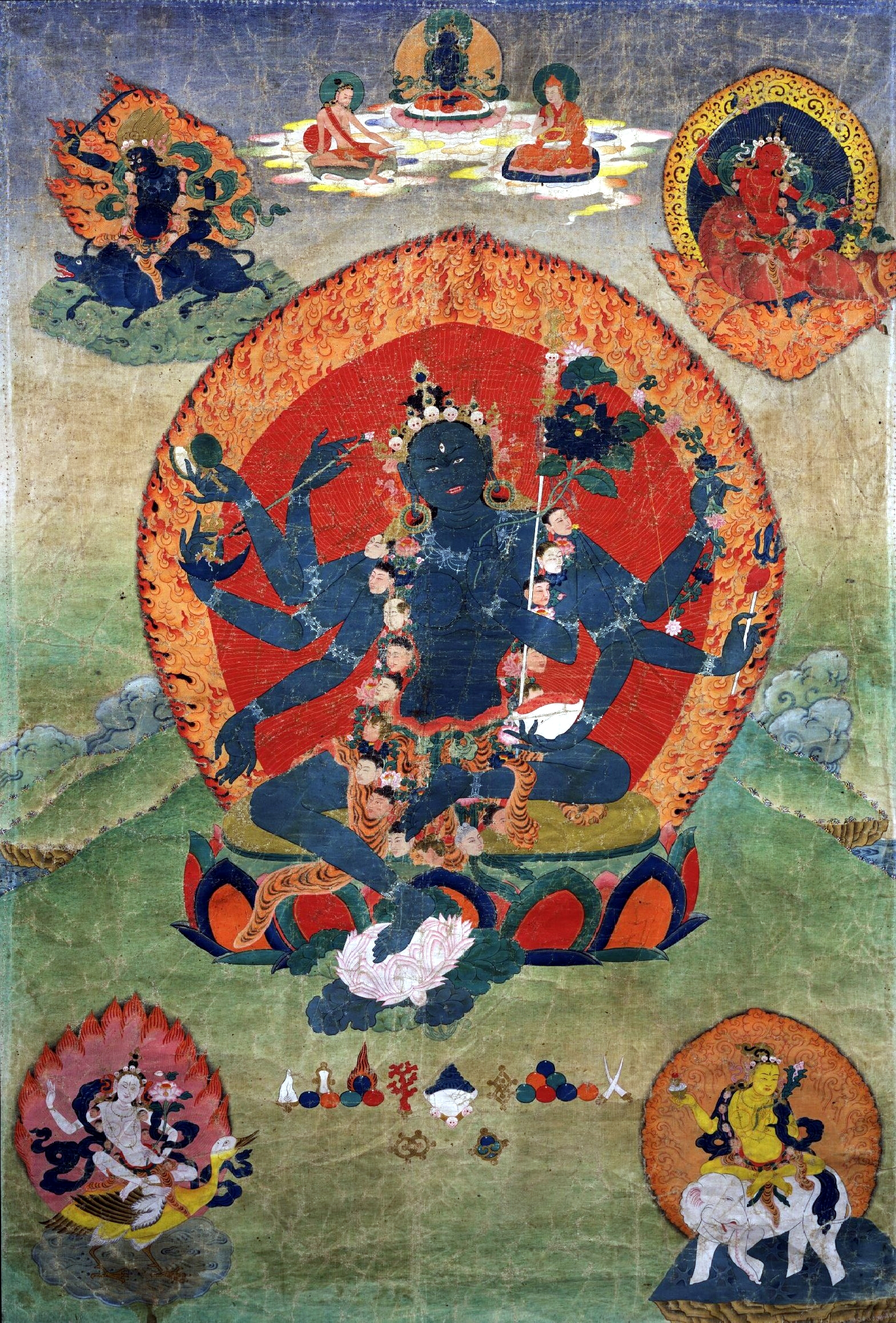
Ilustración Thangka tibetana del de Tara Samaya Yogini con las Taras negra, roja, blanca y amarilla a los lados. La obra está en el Museo Rubín, Nueva York.

Las formas de Tara más conocidas son:
- श्यामतारा śyāmatārā (salvadora oscura) conocida como Tārā Verde, considerada como la Buda de la actividad iluminada y superación de obstáculos, superar obstáculos durante la meditación o en la vida, es la más valorada junto con la Tārā Blanca.
- सिततर sitatārā (salvadora blanca) conocida como Tara Blanca, representa compasión, larga vida, sanación y  serenidad; también por portar el chinta-chakra (rueda que cumple los deseos).
- कुरुकुल्ला Kurukulla: Conocida como Tārā roja, de aspecto violento, asociada con el poder de atracción de dinero y pareja.
- Tara Negra: asociada con el poder
- Tara Amarilla: asociada con la riqueza y la prosperidad
- Tara Azul o Ekajati: asociada con transmutación de la ira
- Chintámani Tara: una forma de Tara muy practicada en el nivel alto del Tantra Yoga en la escuela Gelug del budismo tibetano, retratada verde y a menudo fundida con Tara la Verde
- Khadiravaṇi-Tārā (Tara del bosque de acacia: quien se apareció a Nāgārjuna en la selva Khadiravani del sur de la India y quien es a veces referida como la "Vigésima Segunda Tara".

En algunas escuelas budistas se reconoce a 21 Taras. Existe un texto de práctica titulado En alabanza de las 21 Taras, que las cuatro escuelas del budismo tibetano recitan durante las mañanas.

## Surgimiento como deidad budista
Dentro del budismo tibetano Tara es considerada como una buda de compasión y acción. Es el aspecto femenino de Avalokiteshvara (Chenrezig) y en algunas historias sobre su origen ella habría venido de las lágrimas de aquel. Tara es también conocida como una salvadora, como una divinidad celeste que escucha los lamentos de los seres que experimentan la miseria en el samsara. La figura de Tara proviene del hinduismo, donde la devi Tara, fue una dentro un sinnúmero de figuras de la diosa madre al lado de Sarasvati, Laksmí, Parvati, y Sakti. En el siglo VI, durante la era del Imperio Pala, Tara fue adoptada en el panteón budista como una importante bodhisattva.
No es mera coincidencia que fuera introducida pocos siglos después de la aparición del Prajñāpāramitā-sūtra en lo que llegaría a ser el budismo mahāyāna de la India. Parecería que el principio femenino hizo su primera aparición en el budismo como la "madre de la perfecta sabiduría" y más tarde Tara llegó a ser vista como una expresión de la sabiduría de la perfecta compasión. Sin embargo, en ocasiones Tara es también conocida como la "madre de los budas", lo cual normalmente se refiere a la sabiduría iluminada de los budas, luego al aproximarse a las divinidades budistas, se debe aprender a no imponer márgenes totalmente estricto acerca de lo que una deidad cubre, como opuesta a otra deidad.
Todas ellas pueden ser vistas como expresiones del juego de las energías de forma manifestada danzando fuera de la vasta vacuidad. Sea como sea, Tara comenzó a ser asociada con las cualidades maternas de compasión y la misericordia. Indubablemente para la gente común que era budista en la India de ese tiempo, Tara era una deidad más próxima. Los ojos de una divinidad que representa la sabiduría como vacío es una cosa concreta para contemplar. Quizá sea más fácil alabar a una diosa cuyos ojos miran hacia afuera con compasión infinita y que tiene una dulce sonrisa. Tara entonces se volvió muy popular como objeto de veneración y llegó a ser integrada en la práctica del tantra alrededor el siglo VII. Con el movimiento e influencia del budismo índico en el Tíbet, la veneración y prácticas de Tara se incorporaron al budismo tibetano. Independientemente de si se la clasifica como deidad, buda o bodhisattva, Tara se mantiene muy popular en el Tíbet y Mongolia.
Otra razón para su popularidad fue que Tara se convirtiera en una divinidad budista que podía ser invocada directamente por los laicos, sin necesidad o intervención de un lama o monje.
Así, como Tara fue aceptada dentro de los rangos de los bodhisattvas budistas, ella llegó a ser popular tanto para la gente común, como una a la cual invocar en la vida cotidiana; como para los monjes, como una entrada a la comprensión de la compasión y la misericordia como parte del camino de evolución personal dentro del budismo. (Véase también Guan Yin, el aspecto femenino de Avalokiteshvara en el budismo chino).

## Tara como salvadora
Tara también encarna muchas de las cualidades del principio femenino, por lo que se la conoce como la Madre de la Misericordia y la Compasión. Ella es la fuente, el aspecto femenino del universo, lo que da nacimiento a la cordialidad, la compasión y el alivio del mal karma,  experimentado por los seres comunes durante su existencia cíclica.
Engendra, nutre, sonríe a la vitalidad de la creación, y tiene empatía por todos los seres como una madre lo hace por sus hijos.
Como Tara la Verde ofrece socorro y protección de todas las circunstancias desafortunadas que se pueden encontrar en el mundo del samsara. Como Tara la Blanca expresa la compasión maternal y ofrece sanación a los seres que están heridos o dañados, sea física o psicológicamente. Como Kurukula o Tara la Roja enseña la conciencia que discrimina acerca de los fenómenos creados y cómo transformar el deseo crudo en compasión y amor. Como Tara la Azul (Ekayati) llega a ser una protectora en el linaje Nyingma, que expresa una energía femenina feroz e iracunda, cuya invocación destruye todos los obstáculos del dharma y engendra buena suerte y promueve el despertar espiritual.

## Como divinidad tántrica
Tara como divinidad tántrica del yoga puede ser rastreada hasta el período de Padmasambhava. Hubo una práctica de Kurukula, Tara la Roja dada por Padmasambhava a Yeshe Tsogyal. Él le pidió a ella que lo ocultara como tesoro. No fue hasta este siglo que un gran lama nyingma, Apong Tertön lo redescubrió. Este lama se reencarnó como Su Santidad Sakya Trizin, actual líder de la doctrina Sakyapa. Un monje que había conocido a Apong Tertön logró retransmitirlo a Su Santidad Sakya Trizin, y el mismo monje también se lo dio a Chagdud Tulku Rinpoché, quien lo difundió a sus discípulos occidentales.

## Prácticas espirituales
Las sadhanas (prácticas espirituales) donde Tara es el yidam (deidad de meditación) pueden ser extensas o breves. La mayoría de ellas incluye algún tipo de plegaria u homenaje para invocar su presencia y oraciones de toma de refugio. Luego se canta su mantra, seguido de una visualización de ella, ya sea en su forma o como una luz del color correspondiente. Luego más mantra y la visualización se disuelve. A esto le sigue la dedicación de los méritos obtenidos por la práctica a todos los seres sintientes. Adicionalmente puede haber plegarias de aspiraciones y de larga vida para el Lama que originó la práctica. 
Muchas de las sadhanas de Tara son consideradas como prácticas iniciales en el mundo del budismo Vajrayāna, sin embargo, lo que ocurre durante la visualización de la deidad realmente invoca algunas de las más sublimes enseñanzas del budismo.
En estos casos, durante la fase de creación de Tara como Yidam, ella es vista con tanta realidad como cualquier otro fenómeno percibido por la mente. Por medio de la recitación del mantra y la visualización de su forma en frente o en sobre la cabeza del adepto, uno se abre a sus energías de compasión y sabiduría. Después de un período el practicante comparte algunas de estas cualidades, se vuelve imbuido con su ser y todo lo que representa. Al mismo tiempo todo esto es visto como emanando de la vacuidad y teniendo una cualidad traslúcida como un arco iris. Entonces, muchas veces hay una visualización de uno mismo como Tara. Uno simultáneamente se vuelve inseparable de todas sus buenas cualidades mientras, al mismo tiempo, dándose cuenta de la vacuidad de uno mismo como el Yidam y de uno mismo como "yo" ordinario.
Esto ocurre en la parte final de la práctica. Uno disuelve la forma creada de la deidad y al mismo tiempo se da cuenta de cuanto de lo que uno mismo considera como "Yo" es una creación de la propia mente y carece de existencia inherente de largo plazo. Esta parte de la práctica está preparando al practicante para ser capaz de confrontar la disolución de uno mismo durante la muerte y para ser capaz de acercarse a través de varias etapas de la meditación a la Vacuidad, la realización de la verdad última como un vasto despliegue del vacío y la luz.
Al mismo tiempo la recitación del mantra ha estado invocando la energía de Tara a través de su "sonido semilla" sánscrito purificando y activando ciertos centros psíquicos en el cuerpo (chakras). Esto desata los nudos de energía psíquica que ataban al practicante impidiéndole desarrollar un cuerpo vasra, el cual es necesario para ser capaz de progresar a prácticas más avanzadas y a estados más profundos de realización.
Entonces aun en una simple sadhana de Tara están tomando lugar una serie de eventos invisibles, tanto internos como externos y existen muchos trabajos como Yoga divino (del dalái lama), los cuales exploran todas las ramificaciones del trabajo con un yidam en las prácticas tántricas.
Los resultados de hacer tales prácticas de Tara son muchos. Uno de ellos es reducir las fuerzas de la ilusión en la forma de karma negativo, enfermedad, aflicciones por klesha (‘dolores’) y otros obstáculos y oscuridades. El mantra ayuda a generar mentalidad búdica (bodhi chita) en el corazón del practicante y purifica los canales psíquicos (nadis) en el cuerpo permitiendo una expresión más natural de generosidad y compasión que fluye desde el centro del corazón. Experimentando la forma perfecta de Tara uno se hace consciente de su propia forma perfecta, o sea de la intrínseca naturaleza de Buda la cual está tapada por obscuridades y nuestra inclinación a ver los fenómenos dualísticos como verdaderos y permanentes.
Tal como Chagdud Tulku Rinpoché escribió en su "Introducción a la sadhana de Tara Roja":

Tara es la expresión impecable de la inseparabilidad del vacío, conciencia y compasión. Tal como nos miramos en un espejo para ver nuestra cara, la meditación en Tara es un medio de ver el verdadero rostro de nuestra mente libre de cualquier rastro de ilusión.
Chagdud Tulku Rinpoché

## Plegarias a Tara
Hay muchas plegarias que se pueden recitar para invocar a Tara, algunos ejemplos son:
Noble Tara, te suplico, tanto a ti como a tu séquito,
que te acuerdes con amor de tu promesa del pasado
y liberes mis miedos y los de todos los seres.
Disipa la mentalidad oscura ante las adversidades.
Que puedan florecer las circunstancias armoniosas
y que nos concedas los siddhis [‘poderes mentales’] ordinario y supremo.
om tare tu tare ture sojá.

## Tara
Emanación femenina del Buda Avalokiteshvara, que señala que las mujeres tienen el mismo potencial que los hombres para alcanzar la iluminación.
Om tare tuttare ture soha